# Руски медвјед
Руски медвјед (екав. руски медвед; рус. Русский медведь, енгл. Russian Bear) је симбол који се у западним земљама, понајвише у Уједињеном Краљевству, користи као оличење Русије, неријетко у негативном значењу: то поређење може да подразумијева да је Русија „велика, незграпна, насилна“ држава (види илустрацију из 19. вијека испод).
Понекад се слика медвједа као оличења Русије користи и међу самим Русима (нарочито у 20. вијеку). На примјер, на олимпијади у Москви 1980. маскоту је представљао Олимпијски Мишка, медвједић који је стојао у супротности са „страшним руском медвједом“.
У својој предсједничкој кампањи 1984. Роналд Реган је одржао говор о Медведу у шуми, у којој је врдио да је препознао совјетску претњу, а да његови ривали негирају постојање претње.
Послије распада СССР, у Федералној скупштини Русије је предложено да грб Русије садржи и медвједа, на основу чињенице да се Русија ионако у цијелом свијету већ повезује са медвједом. Међутим, идеја није добила потребну подршку и на послијетку је враћен „царски“ двоглави орао.
Нешто касније, медвјед је постао симбол најјаче руске политичке странке, Јединствене Русије.

## Галерија
- Медвјед на застави Русије, који се у посљедње вријеме често користи на фудбалским утакмицама.
- Слика настала у вријеме борбе Русије и Велике Британије око доминације на Блиском истоку. На слици, Русија (медвјед) сједи на репу Персије (мачке), а то посматра Велика Британија (лав).
- Грб политичке партије Јединствена Русија
- Поштанска марка са медвједом Мишком, маскотом ЉОИ 1980.